# Mary Karadja
Mary Karadja, ursprungligen Marie Louise Smith, född 12 mars 1868 i Stockholm, död 1943 i Locarno, var en svenskfödd prinsessa och författare.

## Biografi
Mary Karadja var det yngsta av fyra barn till brännvinskungen L. O. Smith och hans första hustru Maria Lovisa Collin. Hon fick sin skolutbildning i en pension i Genève mellan 9 och 16 års ålder, och var flerspråkig. Hon gifte sig i april 1887 enligt både grekisk-ortodox och protestantisk ritual med den fanariotiske prinsen och osmanske ministern vid hoven i Stockholm, Köpenhamn och Haag, Jean Karadja Pasha (1835–1894). De fick två barn, prinsen och sedermera juristen och rumänske diplomaten Constantin Karadja samt prinsessan Despina (1892–1983). Paret bodde först i Stockholm, senare i Haag och London. 1893 bosatte de sig på slottet Les Concessiones i den belgiska orten Bovigny nära den luxemburgska gränsen.

## Spiritist
Efter makens död intresserade sig Mary Karadja för spiritismen. Hon vistades omväxlande i Belgien, Storbritannien och Frankrike och hade inflytande över bildandet av spiritistiska föreningar i Sverige.

## Författarskap
Mary Karadja var en mångsidig författare och skrev flera skönlitterära verk samt ett antal spiritistiska skrifter. Under 1902–1904 utgav hon den spiritistiska tidskriften XX:e seklet tillsammans med Lizzy Lind af Hageby och Anna Synnerdahl.

### Skönlitteratur
- Étincelles. Paris. 1892. Libris 3003813
- A.B.C.-- poste restante : a farcical comedy in three acts. London: [s.n.]. 1897. Libris 11291477
  -  A. B. C. : Poste restante  : lustspel i 3 akter. Stockholm: Fritze. 1898. Libris 1644653
- Efter uppvaknandet : skådespel i 4 akter. Stockholm: Fritze. 1898. Libris 1644655
- Fulingens kärlekssaga berättelse. Stockholm: Svanbäck. 1899. Libris fqrjdckncjnx40r6. http://hdl.handle.net/2077/60692
- Mot ljuset. Stockholm: Aktieb. Varia. 1899. Libris 1644658
  -  Zum Licht : ein mystisches Gedicht. Zürich. 1934. Libris 2735522
  -  Lykkens kæledægge begik selvmord. Himmerland-hus småhæfter, 1395-6337 ; 252 (1. udg). Aars: Himmerland-Hus. 1996. Libris 7544583. ISBN 87-7854-252-9
  -  Pet of the fortune committed suicide. Himmerland-hus småhæfter, 1395-6337 ; 252 (1. ed). Aars: Himmerland-hus. 1997. Libris 7544586. ISBN 87-7854-915-9
- Två själars saga. Stockholm: Aktieb. Varia. 1900. Libris 1663136
- Röster ur det fördolda. Stockholm: Wilhelmssons AB. 1905. Libris 1768334
- King Solomon : a mystic drama in 5 acts and an epilogue, with commentaries. London. 1912. Libris 2735516

### Varia
- Hoppets evangelium. Stockholm: Aktieb. Varia. 1900. Libris 1644657
  -  Das Evangelium der Hoffnung : aus dem Schwedischen von H. Sellman. Leipzig. 1900. Libris 2735515
- Det sjätte sinnets uppodling. Stockholm: Aktieb. Varia. 1900. Libris 18628565. http://urn.kb.se/resolve?urn=urn:nbn:se:kb:eod-1644654
- Spiritistiska fenomen och spiritualistiska vyer. Stockholm: Aktieb. Varia. 1900. Libris 18628560. http://urn.kb.se/resolve?urn=urn:nbn:se:kb:eod-1644660
  -  Spiritistische Phaenomene und spiritualistische Offenbarungen. Leipzig. 1900. Libris 2735520
- Ett genmäle till docenten Herrlin. Stockholm: Varia. 1901. Libris 18315932. http://urn.kb.se/resolve?urn=urn:nbn:se:kb:eod-1727258
- Abend-affärens dokument. Stockholm: Varia. 1902. Libris 20815233. http://urn.kb.se/resolve?urn=urn:nbn:se:kb:eod-1727257
- The ancient therapeuts : a lecture delivered before the psycho-therapeutic society, at the Caxton hall, London, S.W. on dec. 6th 1909. London. 1909. Libris 3003812
  -  Forntidens therapeuter : föredrag. Stockholm: Litteraturförl. 1910. Libris 1614712
- The esoteric meaning of the seven sacraments. London. 1910. Libris 1768485
- Neo-Gnostikernas samfund : tal hållet vid stiftelsefesten 28 november 1912 hos vicepresidenten fru Hanna von Koch. Stockholm. 1913. Libris 2735518
- The secrets of the gods : a study of the inner meaning of the hellenic myths. London: Power-Bokk co. 1915. Libris 10648418